# Wächtersbach
Wächtersbach is een gemeente in de Duitse deelstaat Hessen, gelegen in de Main-Kinzig-Kreis. De stad telt 12.719 inwoners. Naburige steden zijn onder andere Bad Orb, Bad Soden-Salmünster en Gelnhausen.

## Stadsdelen
- Aufenau
- Hesseldorf
- Leisenwald
- Neudorf (Wächtersbach) met Kinzighausen
- Wächtersbach (Kernstad)
- Waldensberg
- Weilers
- Wittgenborn

Bad Orb · Bad Soden-Salmünster · Biebergemünd · Birstein · Brachttal · Bruchköbel · Erlensee · Flörsbachtal · Freigericht · Gelnhausen · Großkrotzenburg · Gründau · Hammersbach · Hanau · Hasselroth · Jossgrund · Langenselbold · Linsengericht · Maintal · Neuberg · Niederdorfelden · Nidderau · Rodenbach · Ronneburg · Schlüchtern · Schöneck · Sinntal · Steinau an der Straße · Wächtersbach